# IF Product Design Award

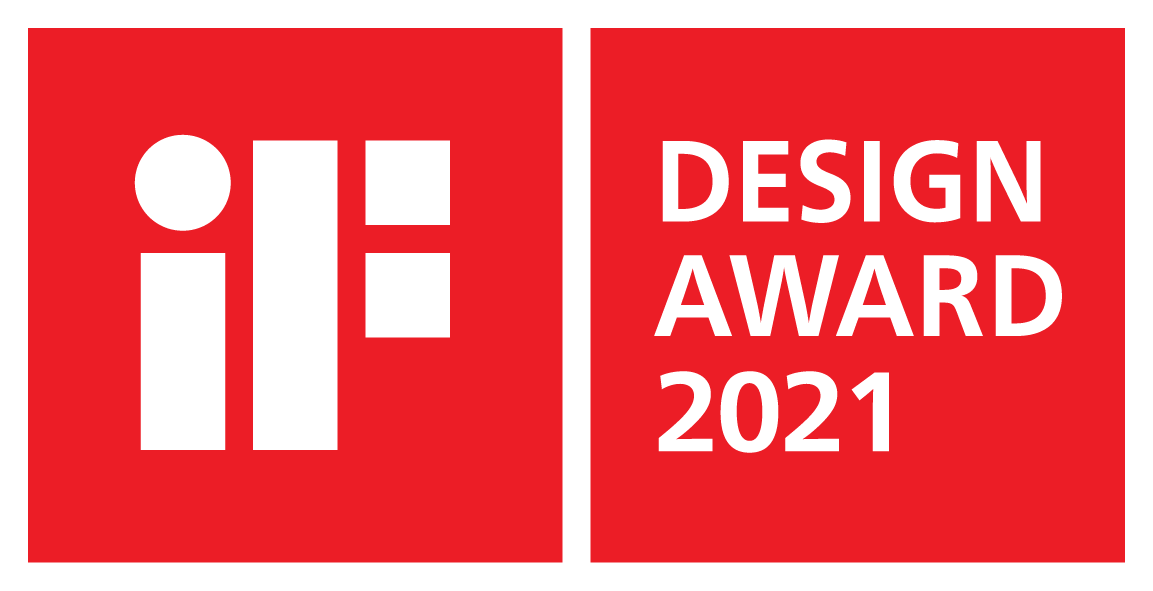
Logo iF Design Award 2021

Nagroda iF Product Design Award została wprowadzona w 1954 roku i jest przyznawana corocznie przez iF International Forum Design. Do nagrody, która obejmuje wiele dyscyplin, co roku napływa ponad 5 500 zgłoszeń z około 59 krajów. Jest najstarszym niezależnym znakiem jakości designu na świecie. Jest to symbol wybitnych osiągnięć w dziedzinie designu.
Każdego roku firmy, projektanci, agencje i architekci wystawiają się na próbę wchodząc do iF DESIGN AWARD i doceniają jej wysoką wartość - nie tylko jako uznanego instrumentu marketingowego zapewniającego doskonałą pracę i wydajność.

## Historia
iF Industrie Forum Design e.V. rozpoczęło w 1953 roku "Special Show for Well-Designed Industrial Goods" w ramach Targów Przemysłowych w Hanowerze, pierwotnie w celu podkreślenia niemieckiego designu. Obecnie starają się one pełnić rolę pośrednika pomiędzy deisgnem a przemysłem na arenie międzynarodowej, wierząc, że ta zdolność pozwala im na wnoszenie wkładu w usługi projektowe i zwiększanie świadomości społecznej na temat znaczenia designu. 
W latach 2000–2002 połączyli wszystkie istotne obszary designu, niektóre z nich z poprzednimi programami nagród, które rozpoczęli, aby stać się nagrodą iF Design Award. Obecnie konkurs przyciąga zgłoszenia z ponad 50 krajów, w 6 dyscyplinach obejmujących 70 kategorii.
Do dziś iF International Forum Design publikuje coroczne roczniki przedstawiające laureatów nagród za design.

## Społeczność
Do Forum Przemysłowego iF Industrial Forum Design dołączają inne profesjonalne organizacje projektowe na całym świecie w celu zwiększenia świadomości społecznej na temat designu. 
Projektanci będący członkami Industrial Designers Society of America (IDSA), Verband Deutscher Industrie Designer e.V. (VDID) oraz International Council of Societies of Industrial Design (ICSID) to tylko niektórzy z międzynarodowej społeczności, którzy biorą udział w konkursie iF Product Design.

## Dyscypliny i kategorie
- Produkt [Podkategorie: Motoryzacja, Sporty/zewnętrzne/rowery, Rekreacja, Dzieci, Biżuteria, Audio, Telewizja/Kamery, Telekomunikacja, Komputer, VR/gry, Biuro, Oświetlenie, Meble domowe, Kuchnia, Gospodarstwo domowe, Łazienka, Ogród, Technika budowlana, Handel detaliczny, Opieka zdrowotna, Przemysł i Tekstylia]
- Packaging [Zawiera 8 podkategorii]
- Communication [Zawiera 9 podkategorii]
- Interior Architecture [Zawiera 8 podkategorii]
- Professional Concept [Zawiera 10 podkategorii]

## Zmiany od iF Design Award 2021
- Nowa procedura konkursowa - 50% zgłoszeń zostanie zakwalifikowanych do finału konkursu.
- Nowy system kryteriów - umożliwia szczegółową informację zwrotną dla uczestników
- Nowe korzyści - karty wyników dla każdego zgłoszenia, raport jury dla zwycięzców, iF WORLD DESIGN INDEX, publikacja i punkty rankingowe dla finalistów
- Bardziej ekologiczny - 50% mniej przesyłek oznacza mniejsze oddziaływanie na środowisko
- Więcej kategorii i dyscyplin - odzwierciedlają więcej aspektów projektowania globalnego
- Więcej informacji - raport jury mówi zwycięzcom, jak porównać się z innymi.

## Polacy nagrodzeni w iF Design Award
| Rok  | Klient                                      | Designer                               | Projekt                                                     | Dyscyplina            | Kategoria           | Nagroda                 |
| 2008 | Starline International Group Ltd.           | Mindsailors,Starline Polska Sp. z o.o. | Sly’d / USB flash drive                                     | Product               | Computer            | iF Design Award         |
| 2012 | Malafor                                     | Malafor                                | ACTIV BASKET / Shopping cart                                | Product               | Health/Medical      | iF Design Award         |
| 2014 | Game Technologies S. A.                     | Mindsailors Sp. z o.o.                 | DICE+ / Game controller                                     | Product               | Computer            | iF Gold Award           |
| 2014 | Jan Matejko Academy of Fine Arts            | Jan Matejko Academy of Fine Arts       | IVY water radiator / radiator                               | Product               | Home Furniture      | iF Concept Design Award |
| 2015 | VOX Furniture                               | VOX Furniture                          | SPOT Bunk Bed / Multifunctional bed                         | Product               | Home Furniture      | iF Design Award         |
| 2015 | Ericpol Sp. z o.o.                          | Ericpol Sp. z o.o.                     | Agilendar 2014 / Calendar                                   | Communication         | Branding            | iF Design Award         |
| 2016 | Aquaform Lighting Solutions Inc. Sp. z o.o. | PIOTR JAGIEŁŁOWICZ DESIGN              | OLEDRIAN / Luminaires family                                | Product               | Lighting            | iF Design Award         |
| 2016 | Renomed                                     | Renomed                                | Black & Gray & Silber                                       | Product               | Health/Medical      | iF Gold Award           |
| 2017 | Celfast                                     | KABO & PYDO design studio              | Axes set ERGO LINE / Axes with sharpener                    | Product               | Garden              | iF Design Award         |
| 2018 | OKA Büromöbel GmbH & Co. KG                 | MOA Masters of Arts Sp. z o.o.         | OKA stand at ORGATEC / Oka exhibition stand                 | Interior Architecture | Interior Design     | iF Design Award         |
| 2018 | KCR S.A.                                    | The Story                              | #HumanBehindEveryNumber                                     | Professional Concept  | Health              | iF Design Award         |
| 2019 | AQForm                                      | AQForm                                 | AQForm showroom / Lighting showroom                         | Interior Architecture | Architecture        | iF Design Award         |
| 2019 | Marmite Sp. z o.o.                          | Marmite Sp. z o.o.                     | Viv / Wash basin                                            | Product               | Bath                | iF Design Award         |
| 2020 | StethoMe sp. z o.o.                         | Michał Bonikowski                      | StethoMe / Smart electronic stethoscope                     | Product               | Health/Medical      | iF Design Award         |
| 2020 | HeatQ Technology Sp. z o.o.                 | HeatQ Technology Sp. z o.o.            | NEX – electric heating elements / Electric heating elements | Product               | Building Technology | iF Design Award         |